# Contraception masculine thermique
 (mars 2025).

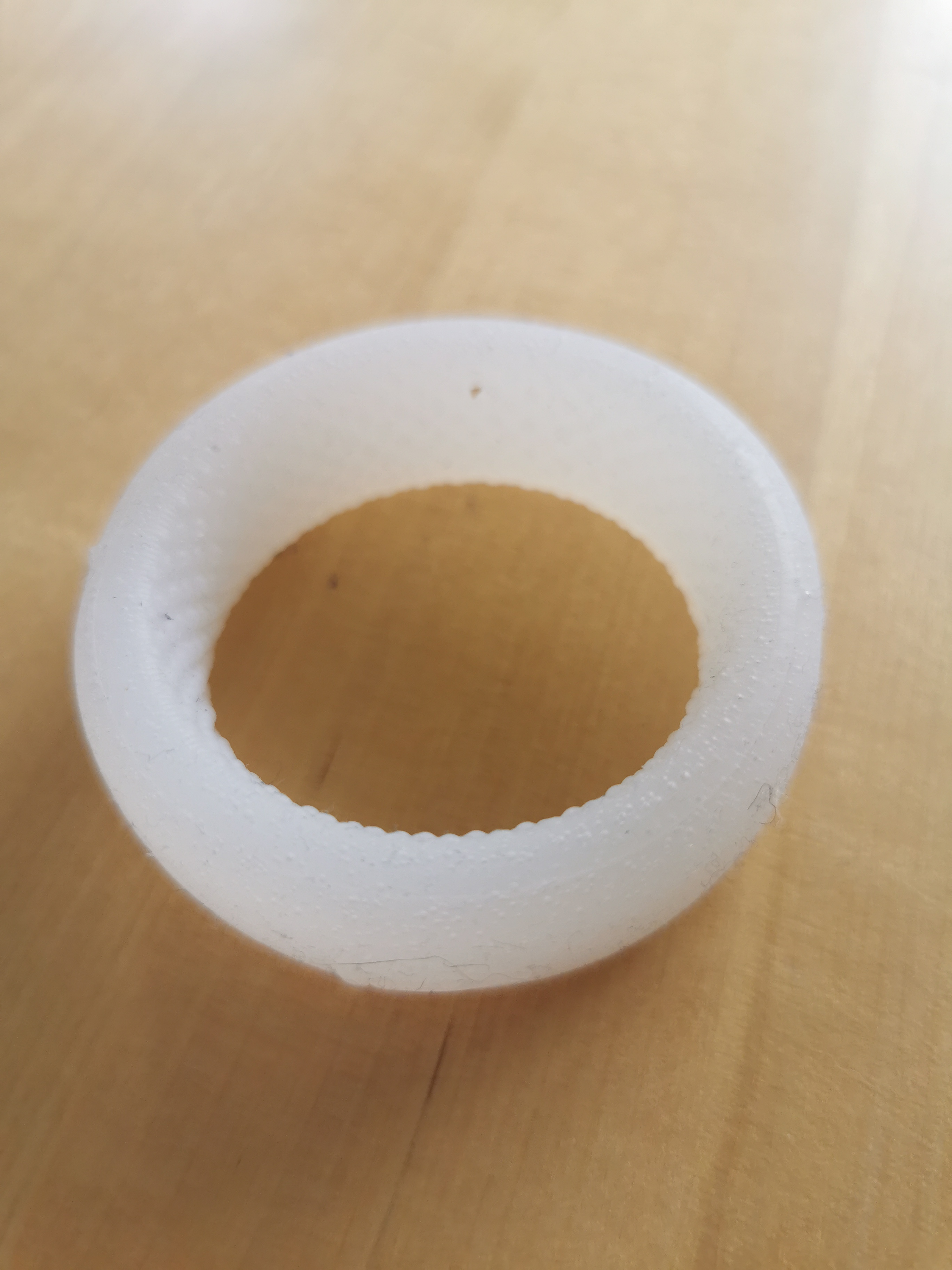
Anneau en silicone à visée contraceptive.

La contraception masculine thermique ou contraception testiculaire thermique désigne des méthodes basées sur le réchauffement des testicules dans le but d'altérer la production de spermatozoïdes afin d'atteindre une infertilité temporaire et réversible.
Diverses méthodes existent, reposant principalement sur la remontée des testicules : port de sous-vêtements serrés, « slip chauffant », anneau testiculaire en silicone ou bains chauds. L'efficacité contraceptive dépend des méthodes et de leur modalités d'utilisation.

## Histoire
L'effet de l'hyperthermie sur la fertilité testiculaire semble connu depuis plusieurs siècles. 
Dans les années 1930, la médecin Marthe Voegeli (en) étudie le rôle de la chaleur dans la stérilisation masculine et met en évidence que l'exposition des testicules à une température élevée par des bains chauds altère la fertilité. Les concentrations de spermatozoïdes des volontaires chutaient au point que ces derniers étaient considérés comme infertiles. C'est la première scientifique à populariser cette méthode alternative de contraception[réf. nécessaire].
La connaissance de la thermodépendance de la spermatogénèse apparaît en 1941, avant d'être confirmée par des études menées entre 1950 et 1970 par les docteurs Watanabe et Robinson,,[source secondaire souhaitée]. En France, de 1978 à 1985, 200 hommes utilisent cette méthode contraceptive. 
L'effet de la température sur la production de spermatozoïdes est d'abord étudié avec des procédés externes comme le bain chaud ou le sauna avec des valeurs supérieures à 40 °C sur de courtes périodes d'exposition,. Des antécédents de problèmes de descentes testiculaires (cryptorchidie) ou des pratiques professionnelles amenant à élever la température scrotale ou encore la fièvre, sont identifiés comme des facteurs de baisse de la fertilité. Des études ont été menées avec une exposition quotidienne des testicules à une chaleur de moindre intensité de l'ordre de 37 °C, proche de la température corporelle,.
La première étude rapportant un effet contraceptif par la chaleur est publiée en 1991 par les andrologues Roger Mieusset et Jean-Claude Soufir, avec la méthode de la cryptorchidie artificielle.
Depuis les années 2010, avec la crise des pilules de deuxième ou troisième génération, la contraception masculine thermique connaît un nouvel essor en France. Plusieurs centaines d'hommes se mettent à la pratiquer, d'abord par le slip chauffant puis par l'anneau en silicone,,,,.

## Appellation
En France, plusieurs planning familiaux favorisent l'utilisation de l'expression « contraception testiculaire thermique » à celle de « contraception masculine thermique »,, le terme testiculaire incluant des personnes transgenres et intersexes.

## Fonctionnement
Les testicules positionnés dans le scrotum à l'extérieur du corps, y sont maintenus à une température inférieure de deux à trois degrés à celle du reste de l'organisme, condition nécessaire à une production normale de spermatozoïdes,. Il est également montré chez plusieurs espèces que l'élévation de la température des testicules a des effets négatifs sur la spermatogenèse,. D'autres effets sont également observés, comme la diminution de la mobilité et l'altération des caractères morphologiques des spermatozoïdes produits,,,.
Les méthodes thermiques de contraception s'appuient donc l'élévation intentionnelle de la température des testicules pour altérer la spermatogenèse.
Certains suggèrent que l'exposition à de hautes températures (47 °C) peut affecter la fertilité pendant des mois.

## Méthodes

### Bains chauds
En quelques mois d'exposition quotidienne, le nombre de spermatozoïdes chute à condition que la température soit supérieure à celle du corps : 38 à 46 °C au lieu de 37 °C,,,,,,,.

### Remontée testiculaire
Le principe de la cryptorchidie artificielle ou contraception masculine thermique par remontée testiculaire, consiste à réchauffer les testicules grâce à sa chaleur corporelle, en les maintenant dans la poche inguinale plusieurs heures par jour. Cela permet de réduire la production de spermatozoïdes en dessous du seuil contraceptif de 1 million/ml,,,,,,,.

#### Isolement thermique du testicule
Par un acte chirurgical, les testicules sont maintenus dans la poche inguinale.

#### Dispositifs de contraception thermique
Le port quotidien d'un accessoire qui plaque les testicules contre le corps permet de faire monter la température de 2 °C et ainsi, de freiner la production de spermatozoïdes. Plusieurs techniques existent, comme celle du slip chauffant ou de l'anneau en silicone. Ces méthodes nécessitent un port quotidien d'au moins quinze heures, et la réalisation de spermogrammes après plusieurs mois d'utilisation permet d'en vérifier l'efficacité.

##### Slip chauffant
Cette méthode de contraception consiste à augmenter la température des testicules de 2 °C en les rapprochant du corps, au moins 15 heures par jour 7 jours sur 7. Le slip chauffant nécessite un spermogramme après un cycle de spermatogénèse (74 jours) pour confirmer son efficacité avant d'arrêter l'usage d'autres méthodes de contraception. Il est recommandé d'effectuer une spermatogénèse tous les trimestre durant les deux premières années, puis tous les 6 mois. Il a fait l'objet d'une évaluation scientifique et d'un brevet mais n'est pas encore commercialisable car il n'a pas fait l'objet d'une étude de niveau 3, du fait d'un manque de fonds. Il est déconseillé d'entamer une grossesse dans les premiers mois après l'arrêt de son usage. 
Ce sous-vêtement est inventé et prescrit par le docteur Mieusset au centre hospitalier universitaire de Toulouse, ce qui lui vaut le surnom de « remonte-couilles toulousain ». LCI indique en 2019 que « seule une petite vingtaine d’hommes porterait ce vêtement contraceptif en France ». Cette solution n'est pas commercialisée et une mauvaise réalisation artisanale peut entraîner des gênes ou des irritations. D'autres modèles do-it-yourself dits jock-strap ou "soutien-gorge" existent également.

##### Anneau contraceptif testiculaire
Cet anneau en silicone, également appelé « anneau thermique » fonctionne de la même manière que le slip chauffant. Existant en plusieurs tailles, il tient par sa seule circonférence, en étant adapté à celle du couple pénis-testicules. Il est inventé en 2017 par l'infirmier Maxime Labrit, en s'inspirant du slip chauffant. Il le commercialise jusqu'en décembre 2021, où l'Agence nationale de sécurité du médicament interrompt sa commercialisation du fait de l'absence de marquage CE pour garantir sa sécurité d'utilisation,.

### Ultrasons
Une méthode en cours d'essais[Quand ?] est celle des ultrasons. Elle consiste en l'application d'ondes sonores à hautes fréquences sur les tissus, qui absorbent les ondes sonores en énergie sous forme de chaleur. La possibilité d'utiliser les ultrasons comme contraception est basée sur l'idée que l'exposition temporaire à la chaleur des testicules peut interrompre la production de spermatozoïdes, conduisant à une infertilité temporaire pendant environ six mois. En outre, les ultrasons peuvent affecter les cellules des taux d'absorption des ions, qui lui-même pourrait créer un environnement défavorable à la spermatogenèse. Son effet extrêmement localisé sur les tissus, peut faire des ultrasons un candidat intéressant pour la recherche, mais jusqu'à présent, les études ont été réalisées uniquement sur des animaux, tels que les chiens.

## Efficacité
Les méthodes thermiques agissant par la chaleur n'entraînent pas une azoospermie, mais une réduction du nombre de la capacité fécondante des spermatozoïdes. Cependant, le seuil contraceptif peut être atteint sous certaines modalités d'utilisation.
Seule la méthode de la cryptorchidie artificielle par remontée testiculaire à l'aide de port d'un dispositif a été testée sur assez de volontaires pour établir que l'efficacité de la contraception testiculaire thermique est satisfaisante. En effet, au cours des études cliniques, 50 couples furent suivis sur 537 cycles menstruels. Une seule grossesse a été constatée à la suite d'une mauvaise utilisation de la technique.

## Effets indésirables
La limite maximale d'exposition à la chaleur est de l'ordre de 45 °C, qui provoque sur les cellules vivantes la coagulation des protéines intracellulaires. Toutefois, une exposition supérieure à 41 °C sur de courtes périodes peut être pratiquée, comme cela a été le cas pour les études scientifiques sur le bain chaud.
L'exposition à une température proche de celle du corps (37 °C) dans le cas de la cryptorchidie artificielle ou encore de l'isolement thermique des testicules, a permis d'augmenter le temps de réchauffement pour freiner la spermatogenèse sur de longues périodes, au maximum 4 années de suite. À ce jour, seule une diminution de quelques pour cent du volume des testicules a été observée durant la période de contraception. Il n'a pas été mis en évidence une augmentation du risque de torsion testiculaire. Toutefois, il a été démontré que la qualité nucléaire des spermatozoïdes était altérée durant la phase d'inhibition de la spermatogenèse, mais que celle-ci était réversible 3 mois après l'arrêt de la pratique de la cryptorchidie artificielle. Cette constatation doit être prise en compte lors de l'utilisation de la contraception, pendant la phase d'inhibition et pendant 3 mois après l'arrêt du traitement.
Pour le sous-vêtement contraceptif : « Nous devons vérifier qu’il n’y a pas eu de problème au niveau des testicules ou de la descente des testicules. Nous devons savoir s’il n’y a pas eu un cancer des testicules, une torsion, une présence de varices ou des pathologies cutanées. Il faut aussi s’assurer qu’il y ait un bon volume testiculaire des deux côtés. Cela permet de déterminer s’il y a une contre-indication à utiliser une contraception thermique ».
Un médecin du centre d’urologie Générale-Beaulieu en Suisse, indique « À long terme, nous ne savons pas s’il y a un impact durable sur la fertilité, voire la stérilité. Nous ne savons pas non plus si l’augmentation de la température pourrait favoriser le cancer des testicules chez certains patients ».